# Steven Edwards
Steven Edwards (Breda, 15 januari 1991) is een voormalig Nederlands profvoetballer die bij voorkeur als verdedigende middenvelder of centrale verdediger speelde. 

## Carrière
Edwards begon met voetballen bij SV Advendo uit Breda. Vervolgens betrad hij de jeugdopleiding van NAC Breda, waar hij in 2010 een professioneel contract tekende. Op 13 april 2013 maakte hij met NAC zijn debuut in het betaald voetbal, in een wedstrijd tegen N.E.C.. Zijn contract werd na het seizoen 2012/13 niet verlengd, waardoor hij op zoek mocht naar een andere club.
Na een proefperiode van twee weken bij Achilles '29, dat in het seizoen 2013/14 toetrad tot de Jupiler League, kreeg hij een contract aangeboden voor één seizoen. Op 3 augustus 2013 maakte hij zijn debuut in een uitwedstrijd tegen FC Emmen. Verder speelde Edwards bijna alle wedstrijden, op twee na, door een schorsing die hij opliep na de rode prent te hebben ontvangen op bezoek bij Fortuna Sittard. Naast de wedstrijd tegen FC Volendam moest hij ook de bekerwedstrijd tegen AZ vanaf de tribune bekijken. Op 18 januari 2014 scoorde hij zijn eerste doelpunt in Groesbeekse dienst, tegen Almere City (2-1 winst). Een week later, tegen FC Dordrecht, ontving Edwards zijn vijfde gele kaart van het seizoen waardoor hij voor de wedstrijd tegen FC Emmen geschorst was. Op 13 april ontving hij tegen FC Den Bosch na 53 minuten zijn tweede gele kaart, waardoor hij voor één wedstrijd geschorst was. In het seizoen waarin Achilles laatste werd, kwam Edwards tot 33 competitiewedstrijden en één bekerwedstrijd.
In het volgende seizoen had Edwards ook weer een basisplaats, tot hij in september door een blessure drie wedstrijden moest missen. Op 22 november scoorde hij vlak voor rust tegen Helmond Sport (3-2 winst) de 2-1. Na de winterstop werd hij niet meer als centrale verdediger gebruikt, maar als controlerende middenvelder. Op 13 februari 2015 scoorde hij twee keer tegen FC Oss. Een week later tegen N.E.C. (1-3) gaf hij de assist op Thijs Hendriks voor het enige Groesbeekse doelpunt.
Hij verruilde in 2015 Achilles '29 voor Helmond Sport. Daar liep in 2019 zijn contract af. In oktober 2019 sloot Edwards aan bij het Belgische Cappellen FC dat uitkomt in de Tweede klasse amateurs VV B. Na drie maanden keerde Edwards terug naar Nederland en ging voor SteDoCo spelen dat uitkomt in de Derde divisie zaterdag.

## Statistieken
| Seizoen        | Club           | Competitie     | Competitie | Competitie | Beker | Beker | Overig | Overig | Totaal | Totaal |
| Seizoen        | Club           | Competitie     | Wed.       | Dlp.       | Wed.  | Dlp.  | Wed.   | Dlp.   | Wed.   | Dlp.   |
| -------------- | -------------- | -------------- | ---------- | ---------- | ----- | ----- | ------ | ------ | ------ | ------ |
| 2011/12        | NAC Breda      | Eredivisie     | 0          | 0          | 0     | 0     | —      | —      | 0      | 0      |
| 2012/13        | NAC Breda      | Eredivisie     | 2          | 0          | 1     | 0     | —      | —      | 3      | 0      |
| Club totaal    | Club totaal    | Club totaal    | 2          | 0          | 1     | 0     | 0      | 0      | 3      | 0      |
| 2013/14        | Achilles '29   | Eerste divisie | 33         | 1          | 1     | 0     | —      | —      | 34     | 1      |
| 2014/15        | Achilles '29   | Eerste divisie | 33         | 4          | 0     | 0     | —      | —      | 33     | 4      |
| Club totaal    | Club totaal    | Club totaal    | 66         | 5          | 1     | 0     | 0      | 0      | 67     | 5      |
| 2015/16        | Helmond Sport  | Eerste divisie | 30         | 4          | 1     | 0     | —      | —      | 31     | 4      |
| 2016/17        | Helmond Sport  | Eerste divisie | 36         | 4          | 1     | 0     | 4      | 1      | 41     | 5      |
| 2017/18        | Helmond Sport  | Eerste divisie | 25         | 3          | 1     | 0     | —      | —      | 26     | 3      |
| 2018/19        | Helmond Sport  | Eerste divisie | 22         | 0          | 0     | 0     | —      | —      | 22     | 0      |
| Club totaal    | Club totaal    | Club totaal    | 113        | 11         | 3     | 0     | 4      | 1      | 120    | 12     |
| Carrièretotaal | Carrièretotaal | Carrièretotaal | 181        | 16         | 5     | 0     | 4      | 1      | 190    | 17     |

Bijgewerkt t/m 3 mei 2019